# Белорусско-британские отношения
Белору́сско-брита́нские отноше́ния — двусторонние дипломатические отношения между Республикой Беларусь и Соединённым Королевством Великобритании и Северной Ирландии.
На данный момент, последним послом Белоруссии в Великобритании был Максим Леонидович Ермолович (до 2022), а послом Великобритании в Белоруссии — Жаклин Перкинс (до 2024).

## Общая характеристика стран
|                                                   | Белоруссия            | Великобритания                |
| ------------------------------------------------- | --------------------- | ----------------------------- |
| Площадь (км²)                                     | 207 600               | 242 500—242 900               |
| Столица                                           | Минск                 | Лондон                        |
| Население (чел.)                                  | 9 349 645             | 67 406 000                    |
| Государственное устройство                        | унитарное государство | сложное унитарное государство |
| Объём ВВП по ППС (млрд долл.)                     | 189,8                 | 2961,889                      |
| Количество ядерных боеголовок (развёрнутых/всего) | —                     | 120/225                       |
| Численность вооружённых сил (чел.)                | 45 350                | 148 500                       |
| Военный бюджет (млрд долл.)                       | 0,616                 | 61,5                          |
| Добыча нефти (млн т/год)                          | —                     | 48,1                          |
| Выплавка стали (млн т/год)                        | 2,2                   | 7,6                           |
| Производство электроэнергии (тВт·ч/год)           | 38,7                  | 312,8                         |

## История
Дипломатические отношения между странами были установлены 27 января 1992 года.
В июле 1993 года было открыто Генеральное консульство Белоруссии в Великобритании, расположенное в Лондоне, в июне 1994-го оно было преобразовано в посольство. Первым послом Белоруссии в Великобритании стал Владимир Леонович Сенько. В 1993 году также начало работу Посольство Великобритании в Белоруссии, расположенное в Минске, по адресу: улица Карла Маркса, дом 60.
В октябре 2016 года состоялся визит принца Кентского, Майкла Джорджа Чарльза Франклина в Белоруссию, в ходе которого он был принят Президентом Республики Беларусь Александром Григорьевичем Лукашенко. В 2018 году министр иностранных дел Республики Беларусь Владимир Владимирович Макей посетил Великобританию, где был принят Её Величества главным государственным секретарём по иностранным делам и международному развитию Борисом Джонсоном.

## Экономические отношения
В XXI веке Великобритания стала одним из главных экономических партнёров Белоруссии. Во второй половине 2010-х годов она стала третьей страной после России и Украины — импортёром товаров из Беларуси. В 2017 году товарооборот между странами составил 2,656 миллиардов долларов, из которых белорусский экспорт в Великобританию составил 2,4 миллиарда долларов, его основу составили нефтепродукты. Основу белорусского импорта составили алкогольные напитки, гербициды и лекарственные средства.

## Членство в международных организациях
Белоруссия и Великобритания совместно состоят во многих международных организациях. Ниже представлена таблица с датами вступления государств в эти организации.
|          | Белоруссия | Великобритания |
| -------- | ---------- | -------------- |
| ООН      | 1945       | 1945           |
| МВФ      | 1992       | 1945           |
| МБРР     | 1992       | 1945           |
| ОБСЕ     | 1992       | 1973           |
| Интерпол | —          | —              |